# Sterictiphora geminata
Sterictiphora geminata är en stekelart som först beskrevs av Gmelin 1790.  Sterictiphora geminata ingår i släktet Sterictiphora, och familjen borsthornsteklar. Arten är reproducerande i Sverige.

## Bildgalleri

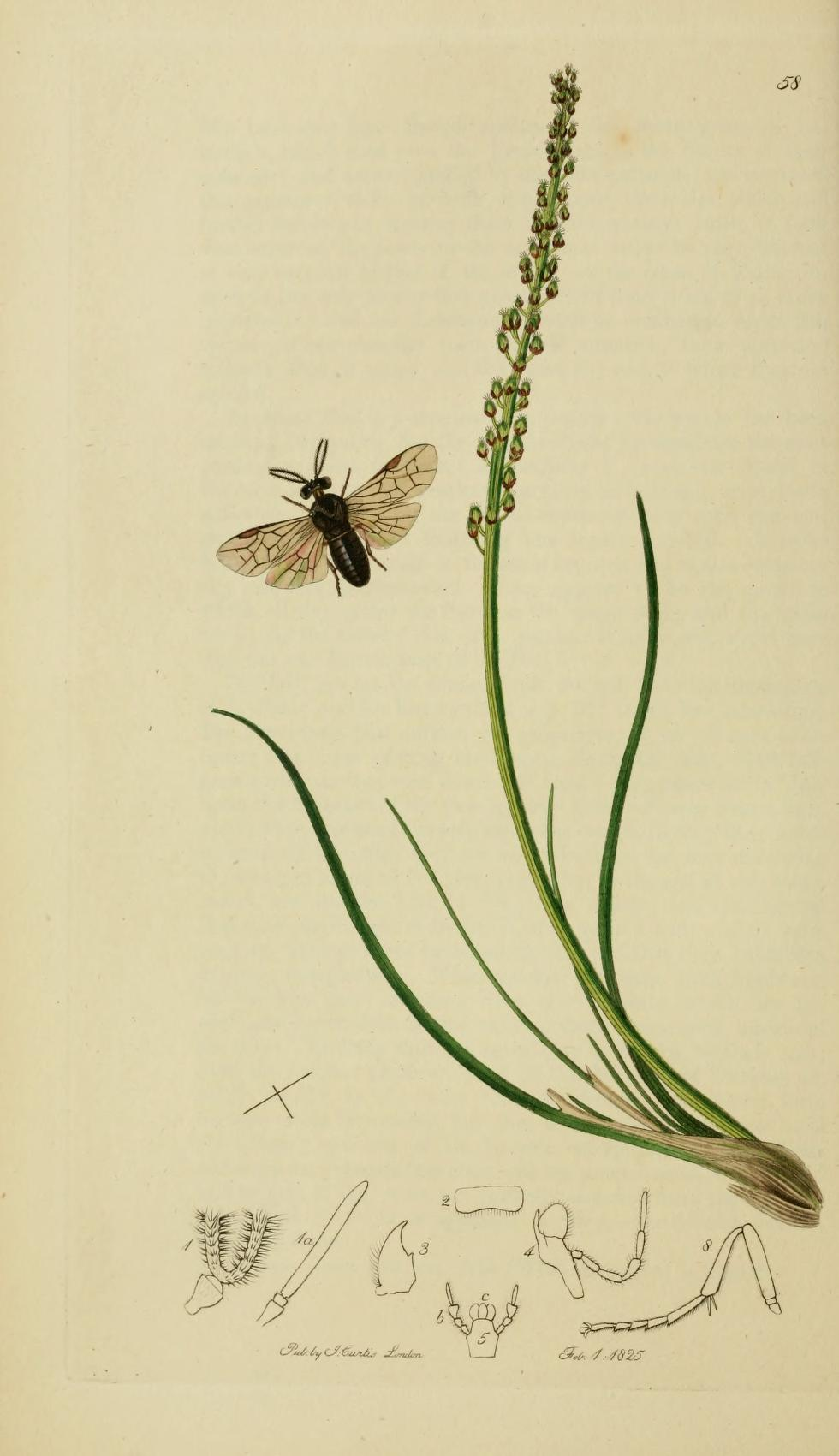